# 布伊奎區
布伊奎區是非洲中部國家烏干達的111個區之一，由中部區負責管轄，首府是布伊奎，全世界第二長的河流尼羅河是該區的熱門旅遊景點，2002年人口估計為329,858。

## 外部連結
- Buikwe District Internet Portal （页面存档备份，存于）

00°21′N 33°02′E / 0.350°N 33.033°E